# Ryo Ishii
Ryo Ishii (石井 綾 Ishii Ryo?), född 24 juni 1993 i Aichi prefektur, är en japansk fotbollsspelare.
Ishii började sin karriär 2016 i Mito HollyHock. Efter Mito HollyHock spelade han för Azul Claro Numazu, Fukushima United FC och FC Ryukyu.